# Condado de Athens
O Condado de Athens é um dos 88 condados do Estado americano de Ohio. A sede do condado é Athens, e sua maior cidade é Athens. O condado possui uma área de 1 317 km² (dos quais 5 km² estão cobertos por água), uma população de 62 223 habitantes, e uma densidade populacional de 47 hab/km² (segundo o censo nacional de 2000). O condado foi fundado em 1 de março de 1805.